# Mount Aetna (Pennsylvanie)
Pour l’article homonyme, voir Mount Aetna.
Mount Aetna (auparavant Wohleberstown) est une census-designated place située dans le comté de Berks, dans le Commonwealth de Pennsylvanie, aux États-Unis. Sa population s’élevait à 354 habitants lors du recensement de 2010.

## Galerie photographique

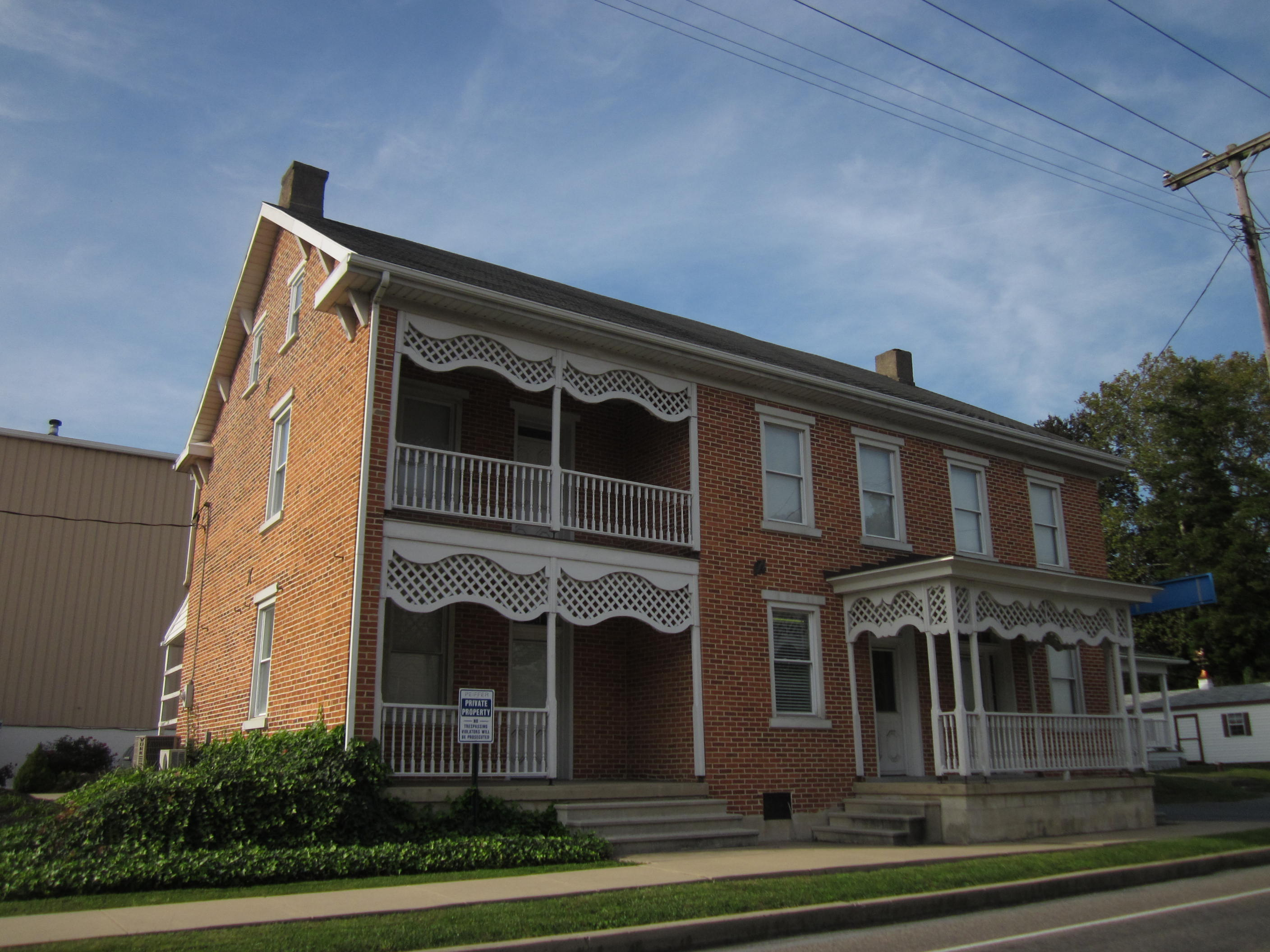
Mount Aetna en 2011